# 魂のワンスプーン
『魂のワンスプーン』（たましいのワンスプーン）は、TBSの料理バラエティ番組である。2004年10月6日 - 2005年3月30日、毎週水曜日深夜0時25分 - 0時55分 (JST) に放送された。
レストランという設定のステージ「アトリエdeワンスプーン」にて、毎回3人の挑戦者が約7cmのスプーンを彩る「ワンスプーン料理」で対決する。『料理の鉄人』で知られる田中経一が演出していることから、「ワンスプーン」という看板課題以外はほぼ同番組と同趣向の内容となっている。

## 出演者
MC
- 支配人 - 石原良純
- ギャルソン - 三宅健

審査員席
- 犬養裕美子（フードライター）
- 秋元康（隔週）
- 服部幸應（隔週）

ナレーション
- 伊津野亮

## スタッフ
- 企画 - すずきB
- 構成 - 松本えり子
- TD - 千葉明律
- CAM - 中村純
- VE - 船山道夫
- LD - 笹川満
- AUD - 平川圭史
- 編集 - 加藤佳一（TDKビデオセンター）
- MA - 渡辺究（TDKビデオセンター）
- セットデザイン - 石森慎司
- メイク - 高田園美（アートメイク・トキ）
- スタイリスト - 江島モモ
- フードコーディネーター - 結城摂子
- 編成担当 - 渡辺信也
- ビジュアルクリエーター - 薗部健
- 製作進行 - 指田博俊
- ディレクター - 長沼昭悟、亀田剛、太田実
- 演出 - 田中経一
- プロデューサー - 山地孝英
- 技術協力 - 池田屋、TDKコア
- 美術協力 - フジアール
- 協力 - 服部栄養専門学校
- 製作 - G-yama、TBS